# حافظه دسترسی تصادفی

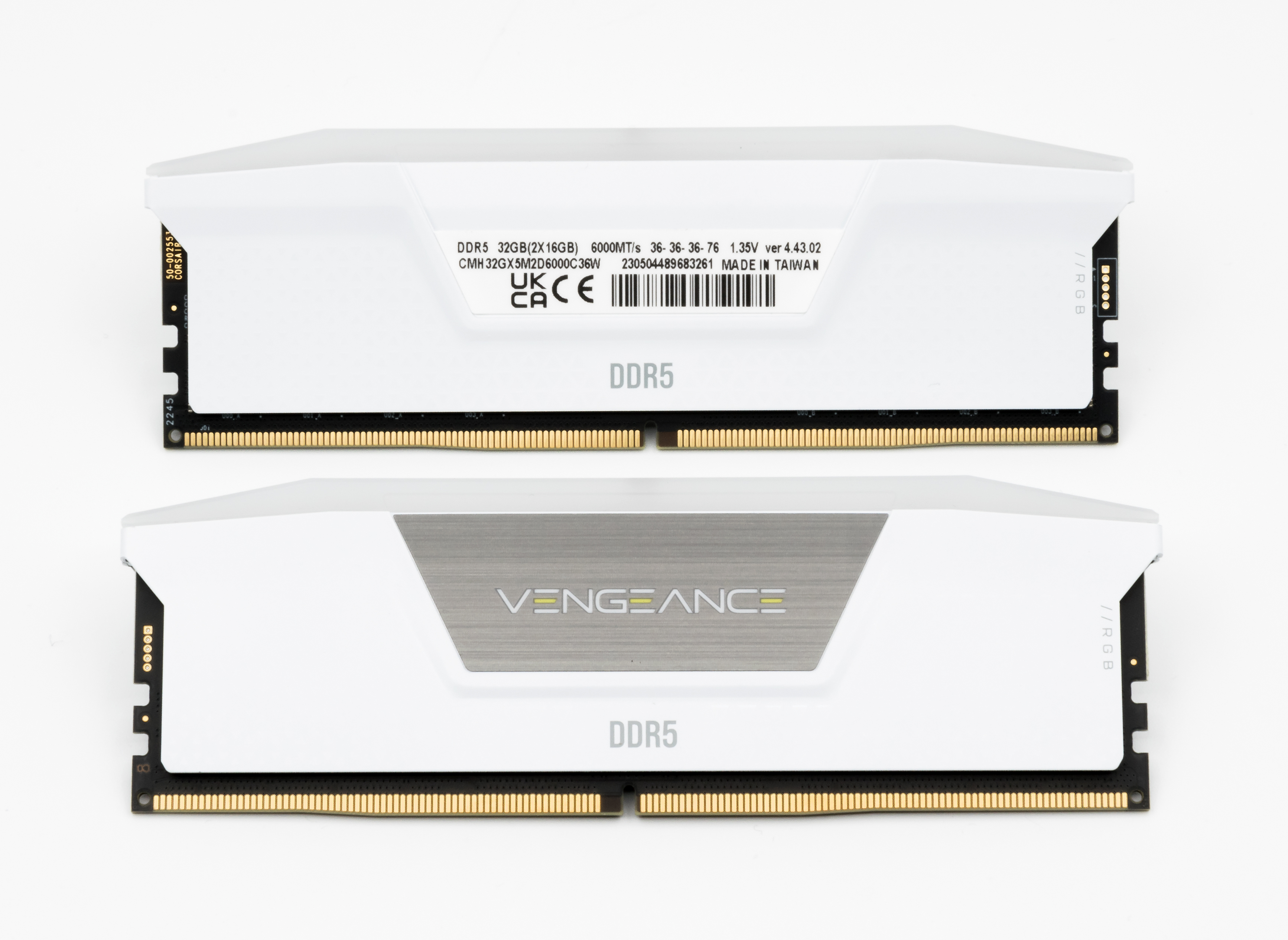
حافظه دسترسی تصادفی (رم) با ظرفیت ۳۲ گیگابایت از شرکت کورسیر سری Vengeance

حافظه دسترسی تصادفی (به انگلیسی: Random-access memory) یا رَم (به انگلیسی: RAM) گونه‌ای حافظه رایانه به‌صورت کوتاه مدت برای ذخیره‌سازی موقت داده و کد ماشین است. یک رم به داده‌های ذخیره شده اجازه می‌دهد تا مستقیماً در هر مرحله تصادفی در دسترس باشند در مقابل حافظه‌های ثانویه مثل هارد دیسک‌ها، سی دی‌ها، دی وی دی‌ها و نوارهای مغناطیسی و نیز انواع حافظه‌های ابتدایی مانند حافظه درام اطلاعات را به خاطر محدودیت طراحی  به‌طور متوالی در مراحل ازپیش تعیین‌شده می‌خواند و ثبت می‌کند بنابراین زمان دسترسی به داده‌ها به مکان آن بستگی دارد. 

امروزه رم شکل کامل مدار گرفته‌ است انواع جدید DRAM ها حافظه دسترسی تصادفی نیستند به‌طوری‌که داده‌ ها پشت سر هم خوانده می‌شوند هر چند اسم شبیه هم دارند.

اگرچه خیلی از انواع SRAM,ROM,OTP,NOR FLASH حتی در دریافت‌های سخت هنوز حافظه دسترسی تصادفی هستند.
رم به ‌طور معمول به انواع حافظه‌های فرار مثل DRAMها وابسته است که در این حافظه‌ها اطلاعات ذخیره می‌شود و با خاموش شدن، اطلاعات از بین می‌رود.
RAM یکی از کلیدی ترین قطعات کامپیوتر و نوعی از حافظه برای ذخیره‌سازی داده‌ هاست.این گونه حافظه ها در واقع داده های مربوط به نرم افزارها و سیستم عامل را به‌طور موقت در خود نگهداری می کند تا در صورت نیازCPU(واحد پردازش مرکزی) بتواند به سرعت به این اطلاعات دسترسی پیدا کند.

انواع دیگر حافظه‌های غیر فرار مثل اکثر رام ها(ROM) و یک نوع فلش مموری به نام NOR FLASH است. RAM یک حافظه موقت عالی برای ذخیره‌سازی داده‌ها است که برای برنامه‌هایی که نیاز به دسترسی سریع و مداوم به داده‌ها دارند، به کار گرفته می‌شود. برای مثال اگر از یک واژه‌پرداز برای نوشتن یک متن استفاده کنید، در حالی که مشغول ویرایش هستید، اطلاعات و داده‌های آن ‌روی رم ذخیره می‌شود تا در حین ویرایش، بتوانید به شکل زنده همه تغییرات اعمال شده را در آن واحد ببینید.

## تاریخچه

تغییر اسلات رم‌ها از DDR تا DDR 4

رابرت دنارد اولین حافظه تصادفی دردسترس را در سال ۱۹۶۸ بر روی Intel ۱۱۰۳ اختراع نمود. رایانه‌های اولیه از دستگاه تقویت نیروی برق یا خطوط تاخیری برای عملکرد اصلی حافظه استفاده می‌کردند. در سامانه‌های هانی ول و داس .
حافظه درام می‌تواند به کم هزینه بسط داده شود ولی بازیابی از آیتم‌های مورد نیاز غیر متوالی از درام به منظور بهینه‌سازی سرعت است.
چفت لوله لامپ سه قطبی از خلأ ساخته شده‌است و بعد از آن از ترانزیستورهای گسسته برای حافظه‌های کوچکتر و سریعتر مثل دسترسی تصادفی ثبت نام بانک‌ها و ثبت آمارها مورد استفاده قرار گرفت. چنین ثبت آمارها نسبتاً بزرگی برای تعداد زیادی داده بسیار پرهزینه است در کل فقط چند صد یا چند هزار بیت چنین حافظه‌هایی ارائه شده‌است.

اولین رم (Ram)که به‌طور عملی مورد استفاده قرار گرفت Williams tube بود که در سال ۱۹۴۷ ساخته و بهره‌برداری شد. داده‌ها را به عنوان نقاط شارژ الکتریکی بر روی لوله پرتو کاتدی ذخیره می‌کرد از انجا که پرتو الکترونی لوله پرتو کاتدی می‌توانند در هر مرحله نقاط شارژ الکترونی را بخوانند و ثبت کنند حافظه دسترسی تصادفی است.
ظرفیت Williams tube چند صد تا حدود چند هزار بیت بود ولی بسیار کوچکتر سریعتر و کارامد تر از لامپ سه قطبی بود.

یک رم DDR5 با ظرفیت 64GB

حافظه هسته مغناطیسی در سال ۱۹۴۷ اختراع شد و تا دهه ۱۹۷۰ توسعه یافت و نمونه گسترده حافظه دسترسی تصادفی شد که وابسته به مجموعه حلقه‌های مغناطیسی است؛ با تغییر نیروی مغناطیسی هر حلقه می‌توانند در هر حلقه یک بیت داده ذخیره شود.
هر حلقه مجموعه‌ای از سیم آدرس‌ها را دارد که می‌توان آن‌ها را انتخاب کرد خواند یا ثبت کرد و دسترسی به هر قسمت حافظه امکان‌پذیر است.
حافظه هسته مغناطیسی تا زمانی که با حافظه حالت جامد در مدارات مجتمع (در اوایل دهه ۱۹۷۰)جایگزین شد استاندارد بود. Robert H.Dennard حافظه دسترسی تصادفی پویا (DRAM) را در سال ۱۹۶۸ اختراع کرد که یک ترانزیستور را جایگزین مجموعه ۴یا۶ ترانزیستوری برای هر بیت کرد و تا حد زیادی باعث افزایش چگالی حافظه در ازای نوسانات شد. اطلاعات در خازن کوچک هر ترانزیستور ذخیره می‌شدند و باید هر چند میلی ثانیه قبل از اینکه شارژ خالی کنند به روز می‌شدند. میلیاردها ترانزیستور روی ماژول رم (Ram)قرار دارد؛ اما این قطعه، تنها چند وات برق مصرف می‌کند که خود دستاورد الکترونیکی جذابی محسوب می‌شود.

## انواع رم

### ایستا
در رم‌های ایستا یک بیت داده با استفاده از حالت الاکلنگ ذخیره می‌شوند این گونه رم‌ها برای تولید گرانتر هستند ولی سریعتر هستند و نسبت به رم‌های پویا نیاز به قدرت کمتری دارند و در رایانه‌های جدید معمولاً به عنوان حافظه Cache برای CPU استفاده می‌شود.
این نوع رم‌ها که جزو دسته اصلی هستند برای فعالیت نیاز به جریان برق ثابت دارند. این رم  به دلیل اینکه برای یادآوری داده‌های ذخیره شده نیاز به تازه‌سازی (Refresh) ندارد، پیشوند Static را گرفته است.
از مزایای استفاده از این نوع رم می‌توان به دسترسی سریع‌تر به داده‌ها و اطلاعات و مصرف کمتر برق اشاره کرد. این نوع رم ها به دلیل اینکه دارای ظرفیت حافظه کمتری هستند و هزینه تولید بالایی دارند تنها در موارد زیر بکار گرفته می‌شوند:
- CPU Cache –حافظه کش پردازنده مرکزی
- حافظه کش هارد دیسک
- مبدل‌های دیجیتال به آنالوگ در کارت‌های گرافیک

### پویا
رم‌های پویا (داینامیک) برای ذخیره یک بیت داده از یک جفت ترانزیستور و خازن که با هم تشکیل یک سلول حافظه می‌دهند استفاده می‌شود. خازن شارژ بالا یا پایین را نگه می‌دارد و و ترانزیستور به عنوان یک سوییچ است که اجازه می‌دهد تا مدار کنترل بر روی تراشه موقعیت شارژ خازن را تشخیص دهد ان را تغییر دهد این نوع حافظه از رم‌های ایستا ارزانتر است اغلب از این نوع در رایانه‌های مدرن استفاده می‌شود.

رم‌های پویا و ایستا هردو حافظه فرار هستند به‌طوری‌که با خاموش شدن سامانه حافظه پاک می‌شود.
نوع قابل درج رام‌ها مثل فلش مموری خواص رم و رام را دارند اطلاعات را در حالت متصل نبودن نگه می‌دارد و بدون نیاز به تجهیزات خاص به روز می‌شود.

انواع رام‌های پایدار نیمه هادی عبارتند از درایو یو اس بی فلش، کارت حافظه، حافظه ECC برای دوربین‌ها و دستگاه‌های قابل حمل که می‌تواند پویا یا ایستا باشد شامل مدارهای خاصی برای تشخیص یا درست کردن اشتباهات تصادفی در داده‌های ذخیره شده با استفاده از بیت توازن یا کد تصحیح خطا است.
در کل اصطلاح رم اشاره دارد به دستگاه‌های حافظه حالت جامد (چه DRAM یا SRAM) وبه‌طور خاص به حافظه اصلی بیشتر رایانه‌ها گویند.

در ذخیره‌سازی نوری اصطلاح DVD-RAMاز اسم بی مسمی برخوردار است برخلاف CD-RW یا DVD-RW نیاز ندارد قبل استفاده پاک شود با این وجود یک DVD-RAM رفتاری مشابه هارددیسک دارد.
DRAM به دلیل هزینه کمتر آن بیشتر مورد اقبال و استفاده است.

## ماژول حافظه
یک برد مدار چاپی است که روی آن مدار مجتمع حافظه سوار شده‌است. ماژول‌های حافظه امکان نصب و جایگزینی آسان در سامانه‌های الکترونیکی، به ویژه رایانه‌هایی از قبیل رایانه شخصی ایستگاه کار و سرور را می‌دهند.

### ماژول حافظه خطی تکی
ماژول حافظه خطی تکی (single in-line memory module (SIMM)) ماژول حافظه ابتدایی است. ماژول حافظه تک خط 32 بیتی هستند و برای دستیابی به مسیرهای داده باید در جفت های همسان نصب شوند.

### ماژول حافظه خطی دوگانه
دی آی ام ام (dual in-line memory module (DIMM)) یا ماژول حافظه دو خطی، دربردارنده مجموعه از آی سیهای دی رَم است. این ماژول‌‌ها روی برد مدار چاپی کار گذاشته شده‌اند و برای استفاده در کامپیوتر شخصی، ایستگاه کاری و سرورها طراحی شده‌اند. همزمان با همه گیر شدن پردازشگرهای پی فایو - پایه پنتیوم شرکت اینتل در بازار، دی آی ام ام‌ها نیز به عنوان حافظه‌های کارامدتر، جایگزین ماژول‌‌های اس آی ام ام شدند. اتصال در دو سمت ماژول‌‌های اس آی ام ام دارای اطناب است، در حالی که دی آی ام ام داری اتصال‌های الکتریکی مجزا در هر طرف می‌باشد. DIMM یک مدار چاپی با مدارهای یکپارچه DRAM یا SDRAM می باشد.

### SO-DIMM
ماژول حافظه‌ای که در لپ تاپ ها بکار می‌رود.

### ماژول حافظه خطی دوگانه بدون ثبات
ماژول حافظه خطی دوگانه بدون ثبات (unregistered dual in-line memory module (UDIMM)) حافظه ای است که دارای هیچ ثباتی بین کنترلر و رم نیست.

## بانک حافظه
بانک حافظه (Memory bank) اسلات (slot) های رم هستند که رم با استفاده از آن‌ها، روی مادربرد قرار می‌گیرد. فرم فاکتور XT رم‌ها به مادربرد لحیم می‌شدند. در فرم فاکتور AT، رم ها با استفاده  از برد مدار چاپی اج کانکتور (edge connector) می توانستند از ماژول حافظه خطی تکی (SIMM) استفاده کنند. این نوع اج کانکتور از 30-pin استفاده می کند. سپس به دلیل افزایش ظرفیت پهنای باند پردازنده از مموری بانک های جدید به نام DIMM (Dual In-line Memory Module) را در فرم فاکتور ATX ارائه کرده اند. و در فرم فاکتور ATX از نوع DIMM بر روی مادربرد قرار می‌گیرند. این نوع اج کانکتور از 128-pin استفاده می کند. بیشتر مادربردها دو تا چهار اسلات حافظه دارند که نوع رم مورد استفاده را با کامپیوتر تعیین می کنند.

## نرخ داده

### نرخ تکی داده‌ها
نرخ تکی داده‌ها (single data rate) یا SDR، داده‌ها را در یک لبه به ازای هر کلاک سیستم انتقال می‌دهد.

### نرخ دوبرابر داده‌ها
در یک سیستم کامپیوتری مسیر داده‌ای که با روش نرخ دوبرابر داده‌ها یا DDR (به انگلیسی: Double data rate) عمل می‌کند داده‌ها را در هر دو لبه بالا رونده و پایین رونده به ازای هر کلاک سیستم انتقال می‌دهد. آهنگ داده دو برابر با نام‌های دیگری از قبیل تلمبه زنی دو برابر، تلمبه زنی دوتایی و انتقال دو برابر نیز شناخته می‌شود.

### نرخ چهاربرابر داده‌ها
نرخ چهاربرابر داده‌ها (Quad Data Rate SRAM QDR) داده‌ها را به‌طور چهاربرابر در قابلیت واکشی (fetch) قرار می‌دهد.

## سلسله مراتب حافظه

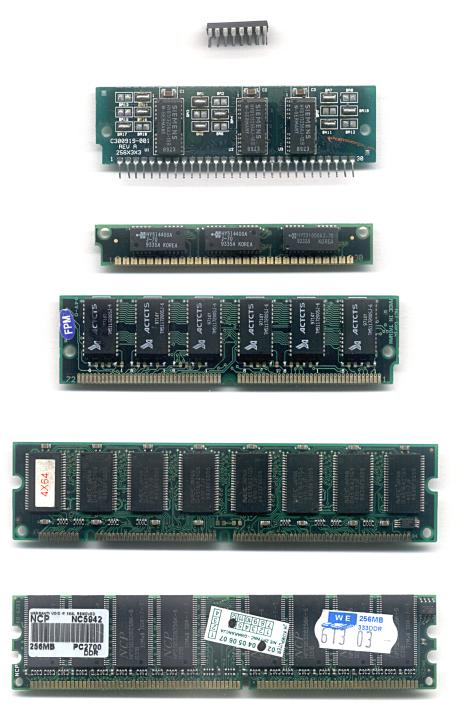
چند نمونه حافظه دسترسی تصادفی

در رم می‌توان داده‌ها را خواند و بازنویسی کرد بسیاری از سامانه‌های رایانه‌ای یک سلسله مراتب حافظه متشکل از ثبت پردازنده)CPU registers) , on-die SRAM caches, حافظه خارجی، حافظه رم پویا، سامانه صفحه بندی (paging systems), حافظه مجازی، فضای مبادله (swap space) در هارد درایو است.
کل این حافظه‌ها را می‌توان به عنوان رم توسط بسیاری از توسعه دهندگان در نظر گرفت هرچند که سامانه‌های مختلف می‌توانند در زمان دسترسی بسیار متفاوت باشند نقض مفهوم اصلی در پشت این واژه با دسترسی تصادفی در رم حتی در یک سلسله مراتب مثل DRAM در یک ردیف خاص ستون بانک رتبه بندی کانال یا سازمان ترکیب‌کننده زمان دسترسی را متغیر می‌سازد البته نه به حدی که چرخش رسانه‌های ذخیره‌سازی ویا یک نوار متغیر است. به‌طور کلی هدف از استفاده از سلسله مراتب حافظه برای به دست اوردن بالاترین عملکرد قابل دسترس و به حداقل رساندن هزینه کل سامانه حافظه است.

## کاربردهای دیگر رم
رم علاوه بر ذخیره‌سازی اطلاعات و محیط کار برای سیستم عامل کاربردهای مختلفی دارد. رم به سیستم شما اجازه می‌دهد ‌با سرعت بالا به داده‌های مورد نیاز دسترسی داشته باشد و در نتیجه رم تأثیر بالایی بر سرعت عملکرد سیستم شما دارد. نکته دیگر آنکه رم یک حافظه موقتی است که پس از هر بار راه‌اندازی دوباره سیستم عامل تمامی داده‌های ذخیره شده ‌روی آن پاک می‌شود.

### حافظه مجازی
بیشتر سیستم عامل‌های مدرن روش گسترش ظرفیت حافظه را به کار می‌گیرند که به نام حافظه مجازی شناخته می‌شود بخشی از هارد دیسک رایانه در کنار تنظیم برای صفحه بندی فایل یا یک پارتیشن ابتدایی ترکیبی از حافظه سامانه و فایل صفحه بندی کل حافظه سامانه را تشکیل می‌دهند (برای مثال اگر رایانه ۲ گیگ حافظه رم و ۱ گیگ حافظه فایل صفحه بندی داشته باشد کل حافظه در دسترس سیستم عامل ۳گیگ است).
وقتی حافظه سامانه کم می‌شود بخشی از رم به فایل صفحه بندی برای ایجاد فضایی برای داده‌های جدید منتقل می‌شود و همچنین برای بازگردانی اطلاعات قبلی استفاده می‌شود استفاده بیش از حد از این مکانیزم مانع عملکرد کلی سامانه می‌شود چون هارددیسک به مراتب از رم کندتر است.

نرم‌افزاری که قسمتی از یک RAM رایانه را بخش‌بندی کرده و امکان عملکردان به صورت درایو سریع تر را فراهم میاورد RAM DISK نامیده می‌شود یک RAM DISK اطلاعات ذخیره شده را هنگام خاموش شدن رایانه از دست می‌دهد، مگر اینکه حافظه دارای یک منبع باتری اماده به‌کار باشد.

## SHADOW RAM
گاهی، محتویات تراشهٔ ROM کم سرعت به منظور کوتاه‌تر کردن زمان دستیابی، برای حافظهٔ READ/WRITE کپی می‌شود. تراشه ROM هنگام تغییرمکان اولیه حافظه بر روی بلوک مشابه به آدرس‌ها (اغلب غیرقابل رایت)، غیرفعال می‌شود. این فرایند، که به ان SHADOWING گفته می‌شود، در هردوی رایانه‌ها و سامانه‌های جاسازی شده بسیار متداول است.

به‌عنوان یک نمونه رایج ،BIDS در رایانه‌های معمولی اغلب دارای یک گزینه به نام "استفاده “SHADOW BIOS یا مشابه ان است. بافعال‌سازی ان، توابع و کاربردهای متکی به داده‌های مربوط به BIOS ROM به جای ان از موقعیت‌های DRAM استفاده می‌کنند. این امر بسته به نوع سامانه ممکن است منجربه افزایش کارکرد نشده یا باعث ناسازگاری گردد به‌عنوان مثال، ممکن است برخی از سخت افزارها هنگام استفاده از SHADOW RAM، به سامانه عملگر دسترسی نداشته باشد. این مزیت می‌تواند در برخی از سامانه‌ها فرضی باشد، زیراBIOS پس از راه‌اندازی به وسیله دست یابی مستقیم سخت‌افزار، مورد استفاده قرار نمی‌گیرد. حافظهٔ خالی نیز با توجه به اندازه SHADOW RAMها کوچک می‌شود.

## پیشرفت‌های اخیر
چندین نوع جدید از RAM غیرفرار با قابلیت حفظ اطلاعات هنگام خاموش شدن درحال توسعه می‌باشد. تکنولوژیهای به‌کاررفته شامل نانوتیوب‌های کربنی و روش‌های بااستفاده از اثر تومل مغناطیسی می‌باشد. درمیان نسل اول MRAMها، یک تراشه RAM مغناطیسی در تابستان ۲۰۰۳بااستفاده از تکنولوژی ۰٫۱۸میکرومتری ساخته شد.

## دیوارهای حافظه
دیوارهای حافظه، اختلافات وعدم توازن، پهنای باند ارتباطی محدود در حاشیه تراشه است. از سال ۱۹۸۶ تا ۲۰۰۰، سرعت cpu به میزان سالانه ۵۵٪ و سرعت حافظه تنها به میزان ۱۰٪ بهبود یافت. باوجوداین گرایش‌ها،انتظار می رفت که رکورد حافظه به یک تنگنای سراسری در عملکرد رایانه تبدیل شود.
پیشرفت‌های سرعت cpuبه‌طور قابل توجهی کند شود، بخشی به سبب موانع اصل فیزیکی موجود و بخشی به دلیل وجود مشکل دیوارهٔ حافظه در طراحی‌های اخیر cpu از برخی جهات می‌باشد. این دلایل به صورت اسنادی درسال ۲۰۰۵ توسط INTEL تشریح شد.

ابتدا، باکوچک شدن هندسی تراشه و بالارفتن فرکانس‌های کلاک، جریان نشست ترانزیستور افزایش یافته و موجب مصرف توان و گرمای بیشتر می‌شود. ثانیاً میکرومتری پیدایش یافت. دو تکنیک درحال توسعه تکنولوژی"کروکس"ارائه شده وانتقال گشتاور اپسین (STT) که باهمکاری کروکس، هاینیکس ،IBM و چندین کارخانه دیگر توسعه یافته‌است. درسال ۲۰۰۴، "نانترو" ارایهٔ GiB10 از پیش نمونه حافظهٔ نانوتیوب کربنی را تولید کرد با این وجود، توانایی این تکنولوژی‌ها در به‌کارگیری احتمال اشتراک فروش تجاری از DRAMتاSRAM یا تکنولوژی فلش مموری همچنان نامشخص مانده‌است .

ازسال ۲۰۰۶،"درایوهای حالت جامد"(مبتنی بر فلش مموری) با ظرفیت‌های بالغ بر۲۵۶گیگابایت و کارکردهای خیلی بیشتر از دیسک‌های قدیمی، دردسترس قرارگرفت. این توسعه، شروع به محوکردن تعریف بین"دیسک "و مموری بادست یابی تصادفی سنتی، با کاهش تفاوت‌های کارکرد کرد.

برخی از انواع مموری بادست یابی تصادفی نظیر"”ECORAM، به‌طور خاص برای مزارع، که درانها مصرف کم توان از اهمیت بیشتری نسبت به سرعت برخورداراست، مزایای سرعت بالای کلاک به وسیله رکورد حافظه خنثی شده است، چون زمان‌های دست یابی حافظه قادر به حفظ سرعت با افزایش فرکانس‌های کلاک نمی‌باشد. ثالثاً، طرح‌های ترتیبی قدیمی در کاربردهای مشخص، باسریع تر شدن پروسسورها غیرکارآمدتر می‌شوند (به دلیل پدیده‌ای به نام "تنگنای وان نیومن")و در نتیجه موجب پایین‌تر آمدن ارزش بهرهٔ ناشی از افزایش فرکانس می‌گردد به‌علاوه، بخشی به سبب محدودیت‌های وسایل تولید اندوکتانس در دستگاه‌های حالت جامد، تاخیرات RC(مقاومت –خازن) درارسال سیگنال باکوچک شدن اندازهٔ مشخصه‌ها، در حال رشد بوده که یک تنگنای اضافی را به ان تحمیل می‌کند.
تاخیرات RC در ارسال سیگنال در برخی کلاک در مقابل IPC نیز ذکر شده‌بود که"”THE END OF THE ROAD برای طرح ریز قراردادی که پروژه‌ای با ماکسیمم بهبود عملکرد CPU سالانه میانگین ۱۲٫۵٪ بین سال‌های ۲۰۰۰ تا ۲۰۱۴ بوده‌است. داده‌های پروسسورهای INTEI به وضوح کاهش تدریجی در بهبود کارکرد پروسسورهای اخیر را نشان می‌دهند. بلاین حال، پروسسورهای TNTEL CORE 2 DUO ((CONROE نشان دهندهٔ پیشرفت قابل توجهی در پروسسورهای پنتیوم ۴قبلی بود و این موضوع به سبب طرحی کارآمدتر و افزایش کارکرد ضمن کاهش واقعی نرخ کلاک است.

## نرخ زمانی
معمولاً به بَسامَدی (تَواتُر یا فرکانس) که یک قطعه گفته می‌شود که در واحد (یکای) هرتز (Hertz) محاسبه میگردد.

## معماری چند-کاناله رم
معماری چند-کاناله رم (به انگلیسی: Multi-channel memory architecture) تمام نسخه های رم چند کاناله با اضافه کردن کانال بیشتر ارتباطی میان حافظه و کنترلر حافظه، سرعت انتقال اطلاعات را افزایش می دهند. حافظه رم دو کاناله یا Dual-channel یکی از نسخه های حافظه چند کاناله است.

## زمانبندی‌های حافظه
زمانبندی‌های حافظه (Memory timings) مجموعه‌ای از اعداد پشت سرهم با یک خط فاصله که بر روی برچسب (label) رم درباره تأخیر CAS نوشته شده است.

## تأخیر CAS
تأخیر CAS (به انگلیسی: (CAS latency (CL) تاخیر رم یا همان latency به تأخیر زمانی بین زمان ورود و اجرای یک فرمان اشاره دارد. تأخیر CAS اشاره‌ی مستقیمی به تاخیر بین ارسال یک ستون آدرس به کنترلر حافظه و دریافت یک نتیجه دارد. فاصله‌ای بین این دو کار وجود دارد و تأخیر به همین فاصله یا گپ مربوط می‌شود. یعنی مدت زمان پردازش دستور در RAM است. هر چقدر نرخ زمانی رم بالاتر برود، CL نیز بالاتر می رود. با افزایش تأخیر CAS، رم کندتر کار می‌کند.
- tRCD با عنوان RAS to CAS delay یا تاخیر بین RAS تا CAS هم شناخته می‌شود. RAS اشاره به ردیف آدرس دارد. tRCD، تعداد چرخه‌های کلاکی است که برای فعال کردن یک ستون از داده (CAS) بعد از ردیف فعال شده‌ی قبلی (RAS) طول می‌کشد.
- tRP که به صورت تاخیر RAS Precharge هم شناخته می‌شود، تاخیر بین دوره‌ی زمانی عدم امکان دسترسی به خواندن یا نوشتن یک ردیف از داده و باز شدن دسترسی به یک ردیف داده‌ی متفاوت را نشان می‌دهد.[۹]
- tRAS یا زمان فعال ردیف، تعداد چرخه‌های مورد نیاز برای بازیابی موفقیت آمیز داده‌ی ذخیره شده در یک ردیف است که می‌تواند به عنوان انتظار یا تاخیر در تعدادی از چرخه‌های کلاک، قبل از آغاز یک درخواست جدید برای دسترسی به سلول حافظه، در نظر گرفته شود. حافظه‌ی رم موجود در تصویر پایینی، دارای تایمینگ 24-7-8-7 است.[۱۰]

## Serial presence detect
حافظه از طریق سیستمی به نام «Serial Presence Detect» با بقیه قسمت‌های سیستم صحبت می‌کند. از این طریق مجموعه‌ای از فرکانس‌ها و زمان‌بندی اولیه را که می‌تواند مورد استفاده قرار دهد در اختیار بایوس قرار می‌دهد.

## XMP
Extreme Memory Profile به اختصار XMP فناوری است که از سوی شرکت اینتل در شرکت 2007 معرفی شده است. XMP برای مادربرد و البته حافظه های DDR خصوصا در نسخه های DDR4 و DDR3 است. XMP یک فرمت SPD است که فرکانس های بالاتر و زمان بندی دقیق تر را برای حافظه شما اجرا می کند. پروفایل های XMP همچنین می توانند ولتاژ و جریان افزایشی را برای تغذیه فرکانس های بالاتر، به ماژول های رم اعمال نمایند. با آموزش فعال کردن XMP آشنا شوید.

## حافظه ئی‌سی‌سی

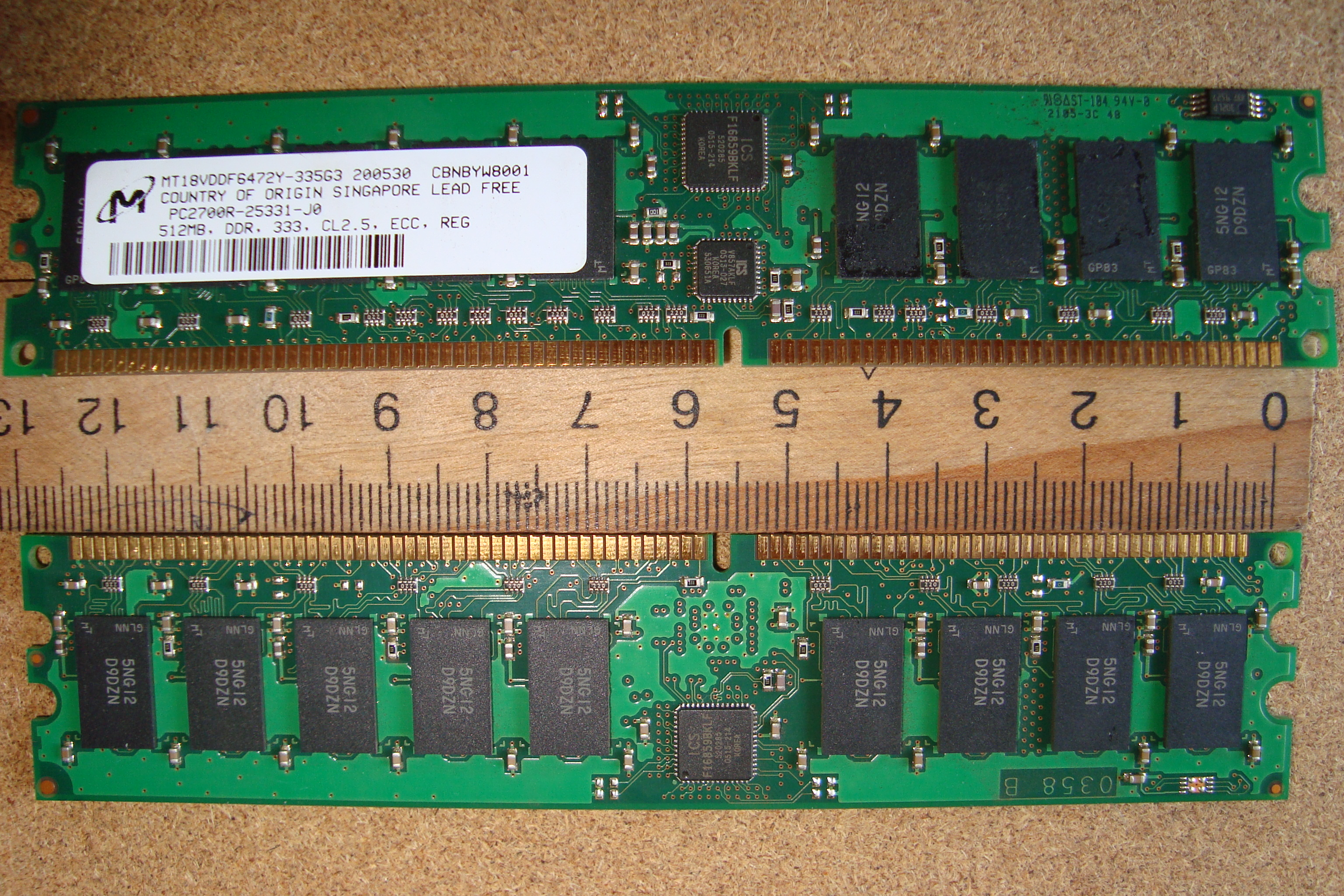
حافظه ئی‌سی‌سی در هر طرف ۹ تراشه دارد، در مقایسه با یک حافظه غیر ئی‌سی‌سی که ۸ تراشه دارد

حافظه ئی‌سی‌سی (به انگلیسی: ECC memory) (برگرفته از Error Checking & Correction) نوعی از دستگاه‌های ذخیره‌سازی داده در رایانه است که قادر است بیشتر انواع مختلف خرابی داده‌ها را تشخیص داده و رفع کند.

## پخش‌کننده گرمایی

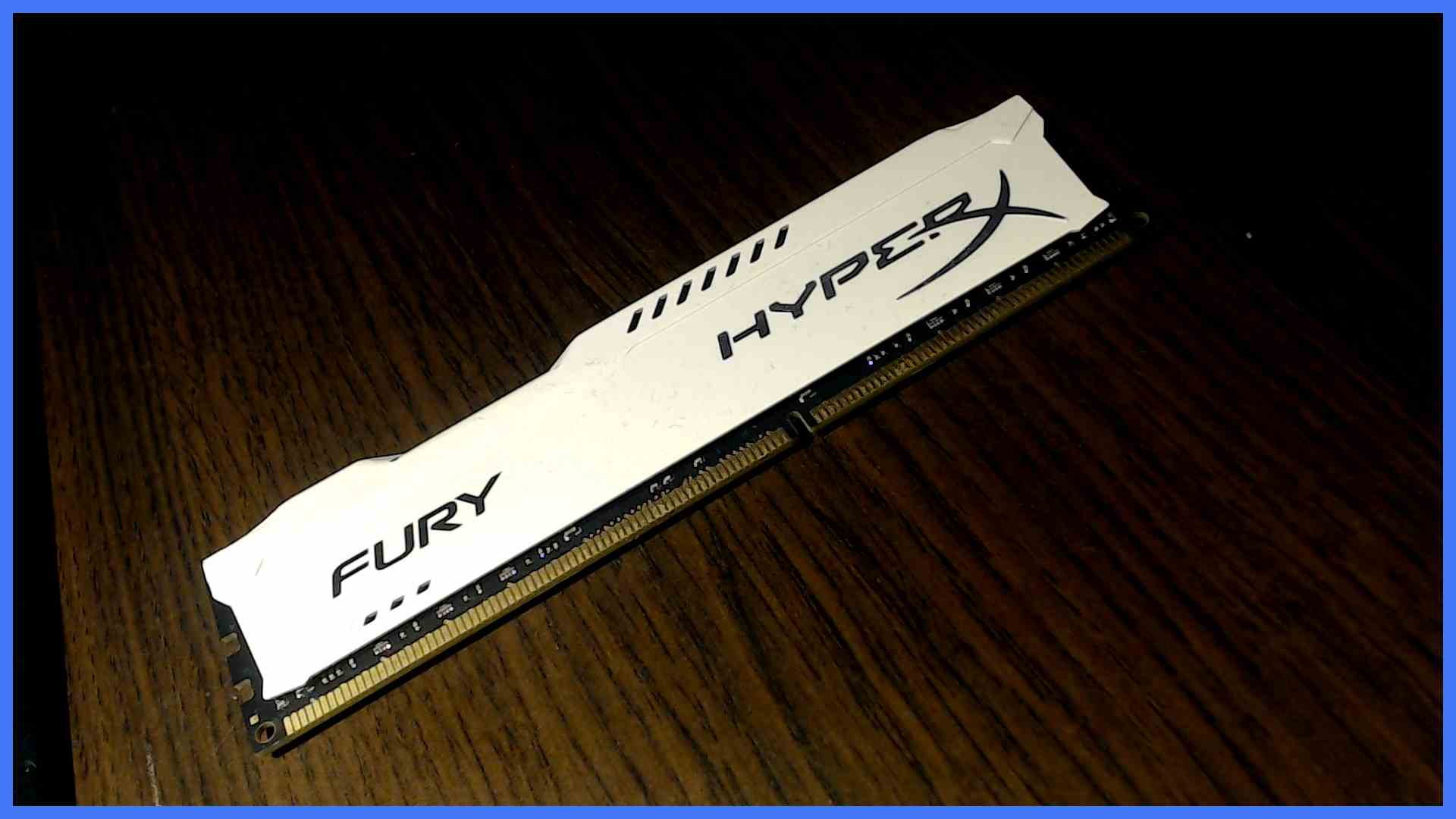
رم 8 گیگابایتی DDR3 با هیت سینک سفید

پخش‌کننده گرمایی یا هیت اِسپریدر (به انگلیسی: Heat spreader) یک مبدل گرمایی که میان سطح جسم گرم و مبدل گرمایی اصلی قرار میگیرد که از جنس بهتر و ابعاد مناسب تری نسبت سطح جسم اولیه تشکیل می‌شود که معمولاً صفحه ساده ای از جنس فلز مس یا آلومینیوم یا فلزاتی با رسانندگی گرمایی بالا ساخته می‌شوند.معمولاً زمانی از پخش‌کننده گرمایی استفاده می‌شود که مبدل گرمایی اصلی نتواند به خوبی گرما را منتقل کند و استفاده از پخش‌کننده راندمان را افزایش دهد.

## عدد قطعه
عدد قطعه (Part number) عددی برای مشخص شدن نوع رمی است قرار است بر روی یک رایانه سرور اسمبل شود.

## اورکلاک
برخی از رم‌ها که دارای پسوند "کِی" (K) قابلیت اورکلاک شدن را دارند. اورکلاک کردن رم همراه با تغییرات ولتاژ و تأخیر CAS آن از بایوس یا نرم افزارها است. ولتاژ عادی حافظه‌ها؛ 1.5 است.